# Marie de Rabutin-Chantal, Marquise de Sévigné

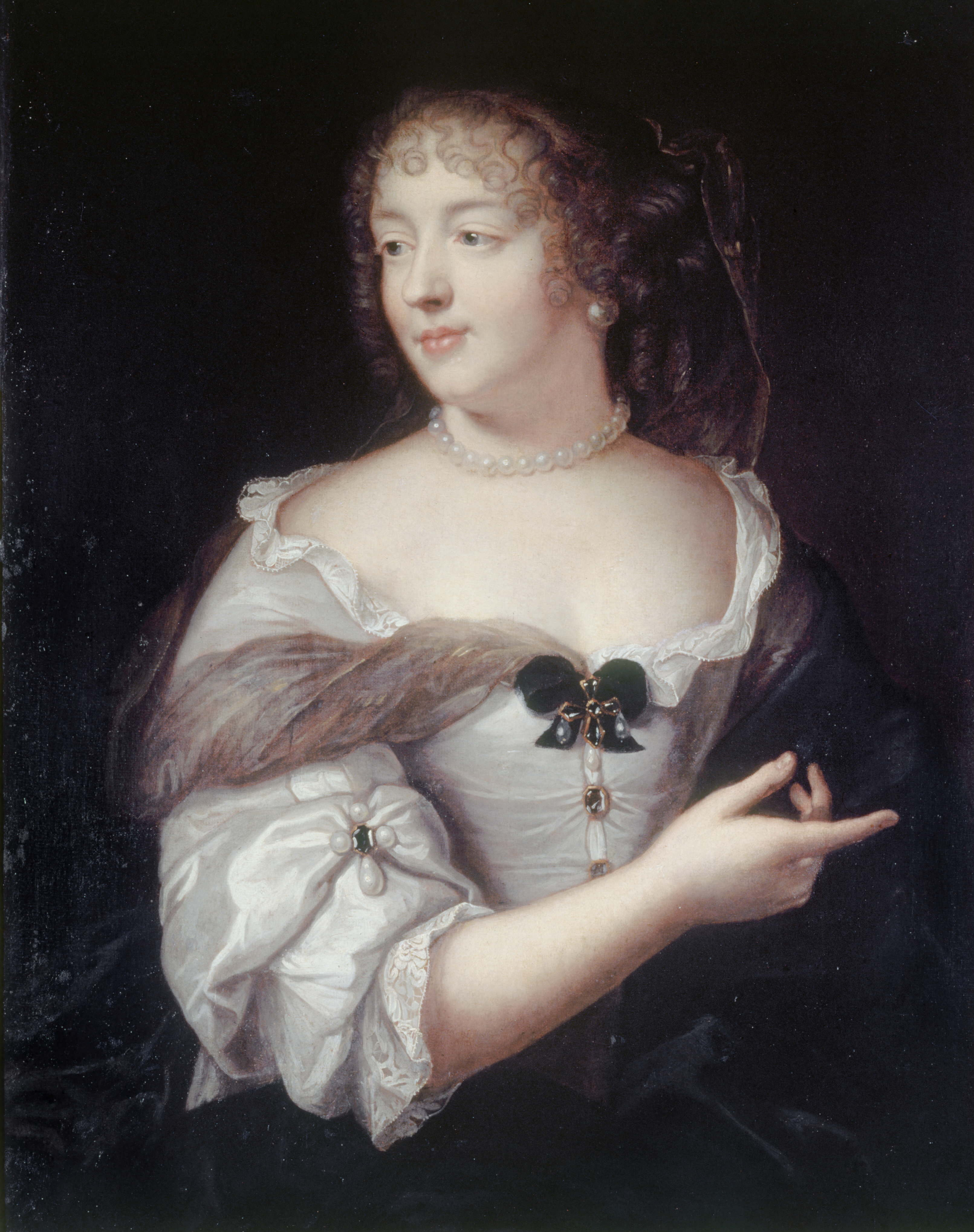
Madame de Sévigné, Porträt von Claude Lefèbvre (ca. 1665)

Marie de Rabutin-Chantal, Marquise de Sévigné (* 5. Februar 1626 in Paris; † 17. April 1696 auf Schloss Grignan, Provence) war eine französische Schriftstellerin. Sie war Angehörige des französischen Adels und wurde als Autorin durch ihre Briefe bekannt. Sie wird zum Kreis der Klassiker der französischen Literatur gerechnet. In der Literaturgeschichte wird sie in der Regel als Madame de Sévigné geführt.

## Leben und Schaffen

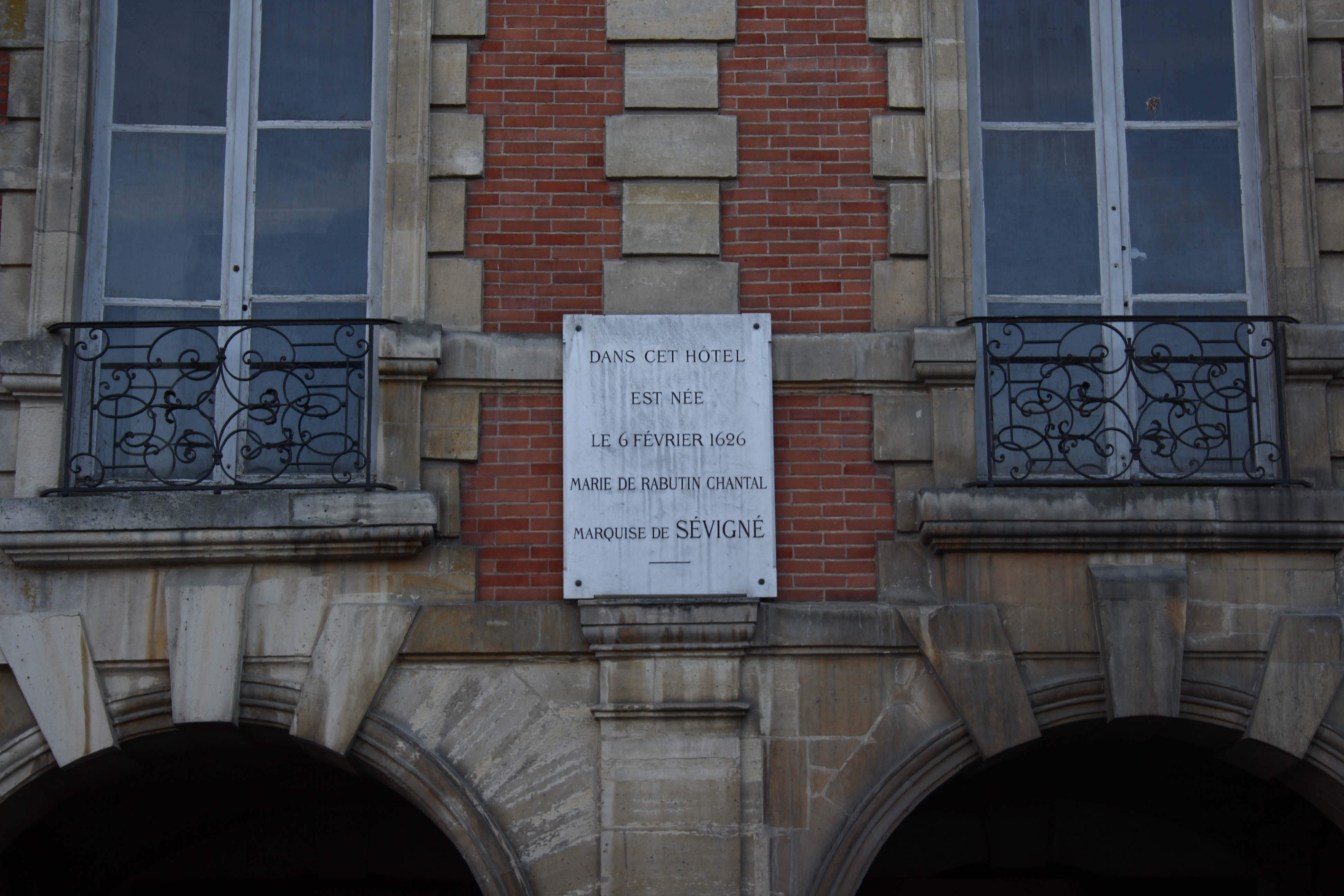
Gedenktafel am Geburtshaus der Madame de Sévigné in Paris, Place des Vosges 2bis

Als Marie de Rabutin-Chantal geboren, war Madame de Sévigné das einzig überlebende von drei Kindern eines Offiziers aus altem, aber verarmtem burgundischem Adel und einer aus der neuadeligen Bankiersfamilie Coulanges stammenden Mutter. Mit anderthalb Jahren verlor sie ihren Vater, der bei der Belagerung von La Rochelle umkam, und mit sieben Jahren ihre Mutter. Sie blieb zunächst im weltoffenen Pariser Haus der Großeltern Coulanges, in dem sie von Geburt an gelebt hatte. Als sie mit acht Jahren auch ihre Großmutter und mit zehn Jahren den Großvater verlor, versuchten ihr Onkel und ihre Tante väterlicherseits sie als die reiche Erbin, die sie war, nach Burgund zu holen und für ein Leben als Nonne oder Gattin eines der Söhne der Tante zu bestimmen. Ihre andere Großmutter, Johanna Franziska von Chantal (Mitgründerin des Visitantinnen-Ordens und spätere Heilige), setzte durch, dass Marie in Paris blieb, und zwar als Ziehkind in der Familie des ältesten Onkels mütterlicherseits, Philippe de Coulanges, und seiner Gattin, Marie d’Ormesson, die aus dem hohen Pariser Amtsadel (noblesse de robe) stammte. Hier erhielt sie die für adelige Mädchen übliche Ausbildung in Konversation, Gesang, Tanz und Reiten, lernte zudem Italienisch, etwas Latein und Spanisch und konnte sich eine gute literarische Bildung aneignen. Früh wurde sie in den Kreis von Literaten und geistig interessierten Adeligen um die Marquise de Rambouillet eingeführt. Zu ihren eifrigsten Förderern zählte ein jüngerer Onkel, der Abbé Christophe de Coulanges, der ihr sein Leben lang verbunden blieb.
Nach einer trotz der zahlreichen Todesfälle eher glücklichen Kindheit und Jugend ließ sich Marie 1644 im Alter von 18 Jahren, versehen mit einer Mitgift von 300.000 Francs, mit dem 21-jährigen Marquis Henri de Sévigné verheiraten, einem Spross alten bretonischen Adels. Sévigné war ein Gefolgsmann der mächtigen Familie Gondi, die auch zwei der Beglaubigungszeugen des Ehevertrages stellten, den Erzbischof von Paris sowie dessen Koadjutor und designierten Nachfolger, Paul de Gondi.

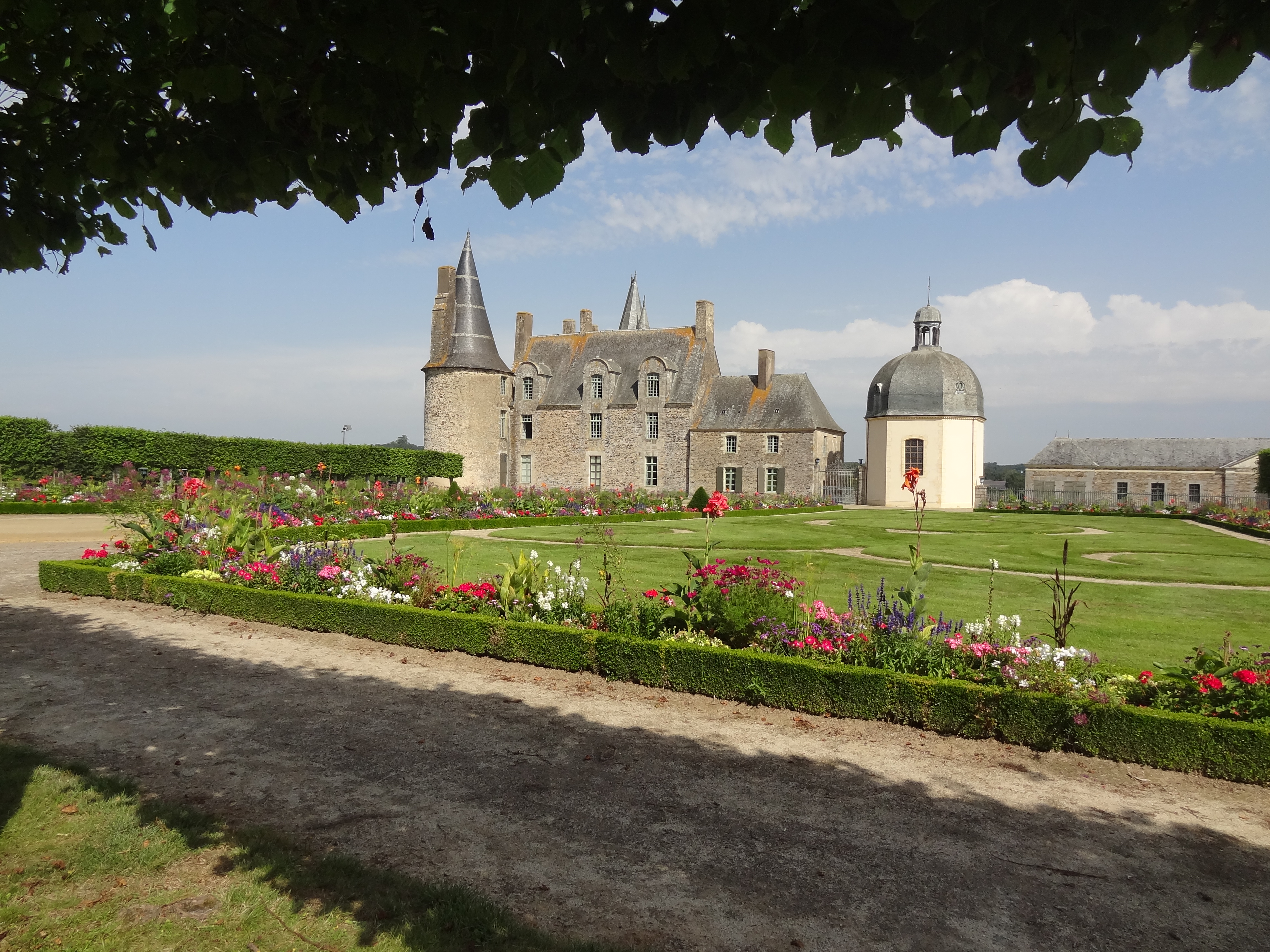
Schloss Rochers-Sévigné in Vitré

Das junge Paar blieb zunächst in Paris und führte ein seinem Stand gemäßes mondänes Leben. 1646 bekam Marie ihr erstes Kind, Françoise Marguerite. Später begab sich das Paar in die Bretagne, wo Henri dank der Mitgift seiner Frau das Amt eines Gouverneurs erworben hatte. Auf dem Familienschloss der Sévigné, Les Rochers bei Vitré, kam 1648 ein Sohn, Charles, zur Welt. Nach seiner Geburt erklärte Marie de Sévigné ihre ehelichen Pflichten für erfüllt und überließ ihren Mann seinen Geliebten. Sie selbst scharte Adelige und Schöngeister um sich und verfasste Briefe und vermutlich auch Gedichte.
1651 wurde ihr Mann in Paris bei einem Duell, in dem er die Ehre einer Geliebten verteidigte, getötet. Bei ihrem nachfolgenden längeren Aufenthalt in der Hauptstadt fand die junge Witwe Aufnahme beim Koadjutor Gondi, der, soeben zum Kardinal erhoben, als einer der Köpfe der Fronde (1648–1652) gegen Kardinal Mazarin agierte. Ihre Nähe zu Gondi wurde bald zur Belastung, denn als dieser nach dem Sieg Mazarins 1652 als Rädelsführer festgenommen wurde, zählte Madame de Sévigné zur Partei der Verlierer, ähnlich wie ihre neue junge Freundin, die spätere Madame de La Fayette, die unter der Verbannung ihres Stiefvaters, René de Sévigné, zu leiden hatte.

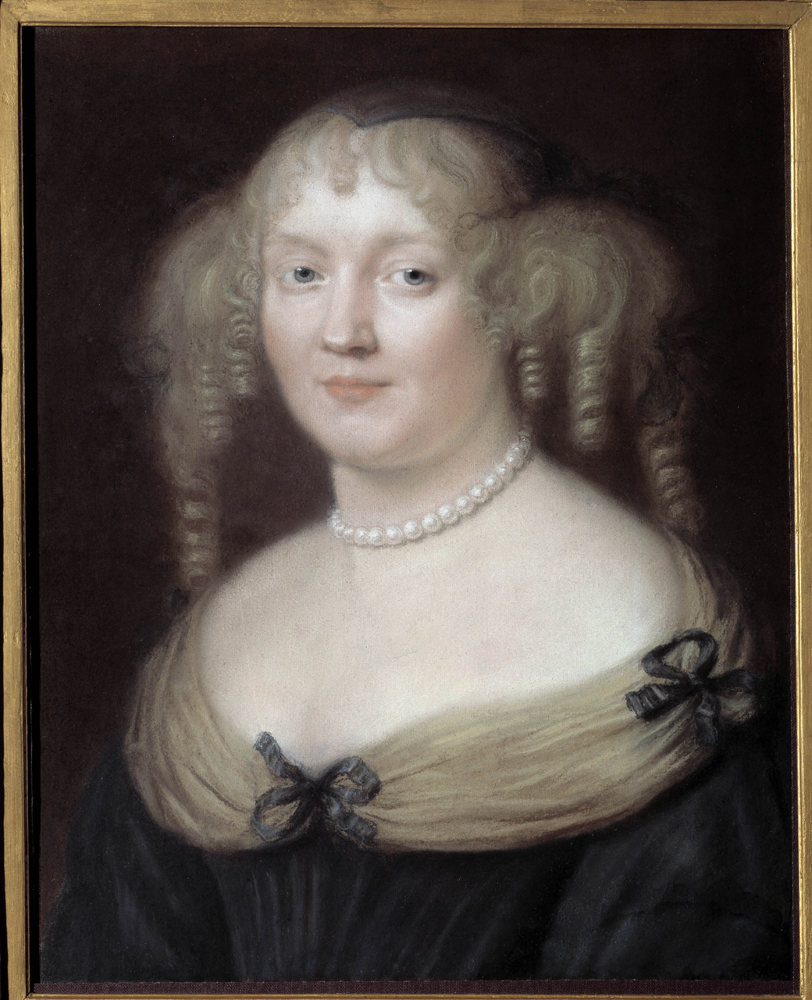
Madame de Sévigné als Witwe. Porträt von Robert Nanteuil im Musée Carnavalet, Paris

Doch bereits 1653 konnte Madame de Sévigné nach Paris zurückkehren und verbrachte fortan nur noch die Sommer in Vitré, wo auch eine ihrer Freundinnen, Emilie von Hessen-Kassel, einen Landsitz besaß. An eine neue Ehe dachte sie nicht, sondern genoss die Freiheiten, die ihr als vermögende, ansehnliche und geistreiche Witwe zuteilwurden. Schnell scharte sie einen Kreis z. T. hochgestellter Bewunderer um sich, hielt sie aber zugleich klug auf Distanz. Vor allem erlangte sie als anregende Unterhalterin und Gesprächspartnerin Wertschätzung in intellektuellen Kreisen, z. B. dem der Romanautorin Madeleine de Scudéry und jenem um den Finanzminister und Mäzen Nicolas Fouquet. Auch bekannte Literaten zählten zu ihren Vertrauten, darunter Jean Chapelain und Gilles Ménage, den sie schon vom Hôtel de Rambouillet her kannte. Von Mademoiselle de Scudéry wurde sie in deren Erfolgsroman Clélie 1657 in schmeichelhafter Weise porträtiert. Eine der wichtigsten Bezugspersonen in diesen Jahren war ihr etwas älterer Cousin väterlicherseits, der Militär, Höfling und Literat Roger de Bussy-Rabutin, der wohl gerne ihr Geliebter geworden wäre, jedoch 1658 für einige Zeit mit ihr brach, weil sie sich weigerte, ihm eine größere Summe zu leihen. Unbekannt ist, ob sie schon zu dieser Zeit gelegentlich am Königshof verkehrte. Die Verwaltung ihrer Finanzen überließ sie ihrem Onkel, Christophe, der inzwischen zum Abt des Klosters Livry bei Paris ernannt worden war, wo sie ihn häufig mit ihren Kindern besuchte.
Schon in diesen Jahren korrespondierte Madame de Sévigné mit zahlreichen Persönlichkeiten und genoss den Ruf einer Verfasserin interessanter, unterhaltsamer Briefe, die häufig herumgezeigt, vorgelesen und zitiert wurden. Einer ihrer Briefpartner war Fouquet, weshalb sie neue Schwierigkeiten befürchtete, als dieser im Herbst 1661 wegen Bereicherung im Amt verhaftet und angeklagt wurde. In der Tat wurden ihre Korrespondenz mit Fouquet dem jungen König, Ludwig XIV., vorgelegt, doch war der von de Sévignés Schreibstil angetan, und statt die Freundin Fouquets zu ächten, öffnete er ihr 1662 den Zugang zum Hof. Françoise, Madame de Sévignés Tochter, durfte sogar mehrmals in Ballettaufführungen mit dem König auftreten, und beide Damen gehörten im Mai 1664 zu den Gästen des prächtigen Festes, mit dem der Park von Schloss Versailles eingeweiht wurde. In der Folgezeit jedoch lockerte sich die Verbindung Madame de Sévignés zum König wieder, zunächst vielleicht, weil sie dessen Annäherungsversuche an Françoise unterband. Später bewirkten vermutlich auch ihre Kontakte zu ehemaligen Frondeuren (etwa dem Herzog François de La Rochefoucauld) und anderen regimekritischen, teilweise dem Jansenismus zugewandten Adligen eine gewisse Distanz zum Monarchen. Dies heißt jedoch nicht, dass sie sich ihm und dem Hof gänzlich entfremdete, und 1689 war sie geschmeichelt, als Ludwig sie, wie sie in einem Brief stolz berichtet, nach einer Theateraufführung ansprach und um ihre Meinung bat.

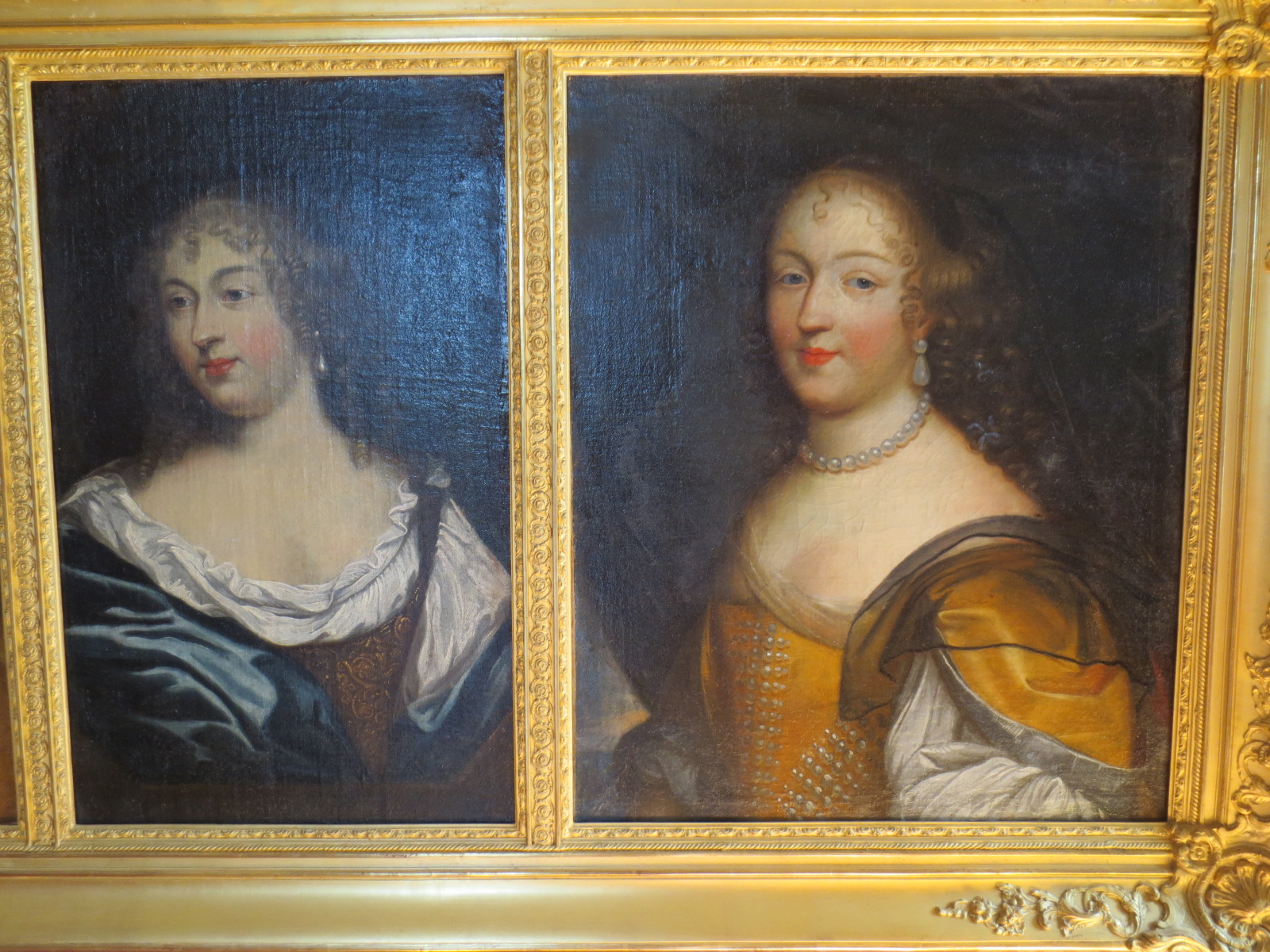
Madame de Sévigné (rechts) und ihre Tochter Madame de Grignan. Porträts im Schloss Bussy-Rabutin

Die meisten Briefe Madame de Sévignés aus den 1640er bis 1660er Jahren sind verloren. Eine Ausnahme bildet eine Briefserie von Ende 1664, in der sie einen in die Provinz verbannten Intimus Fouquets über dessen Prozess auf dem Laufenden hält. Informationen hierzu erhielt sie von einem der Richter, Olivier d’Ormesson, einem Bruder ihrer Ziehmutter, den sie, so wird angenommen, sogar im Sinne der Abwendung eines Todesurteils beeinflusst hat.

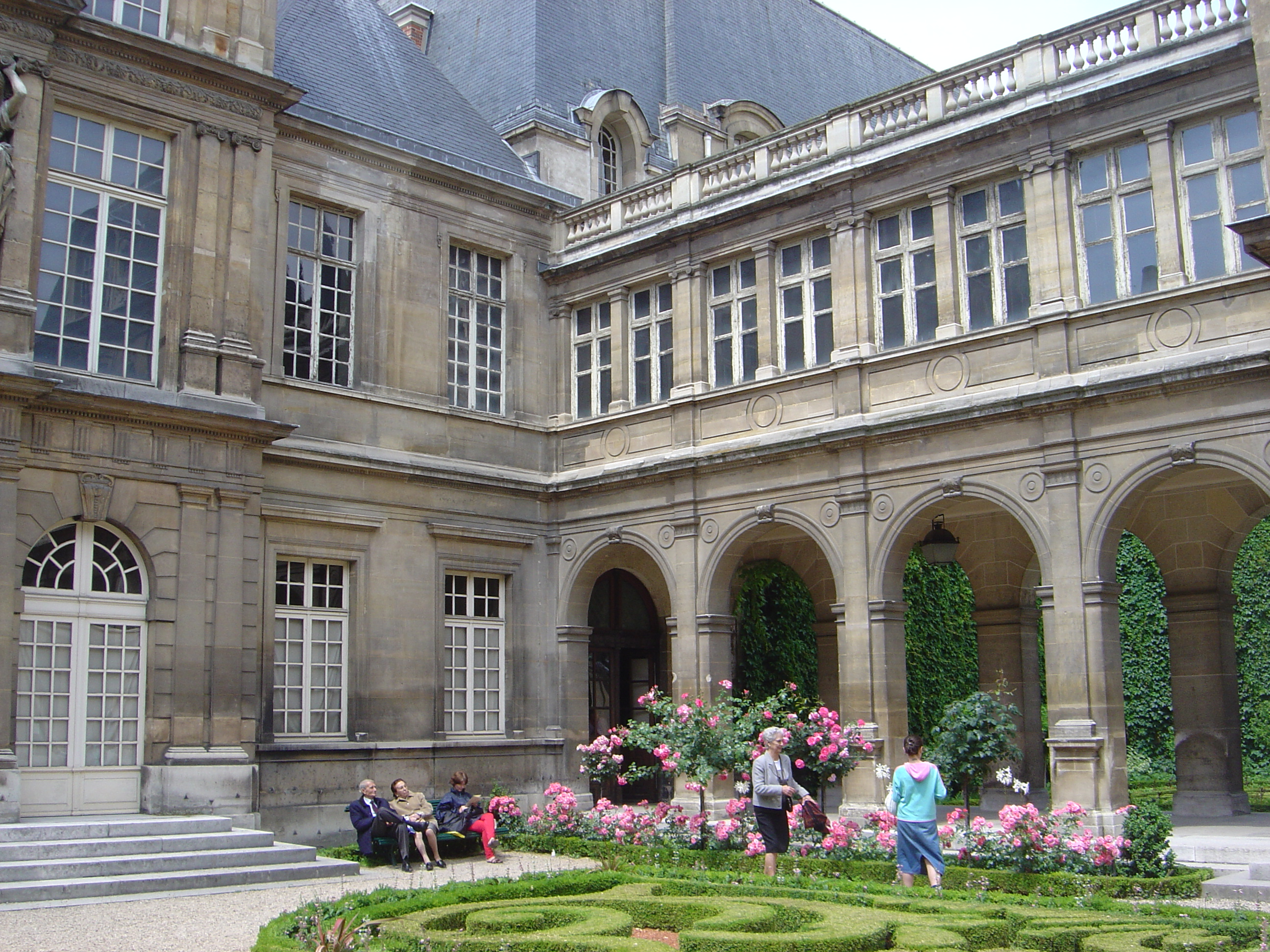
Hôtel Carnavalet (Musée), Paris

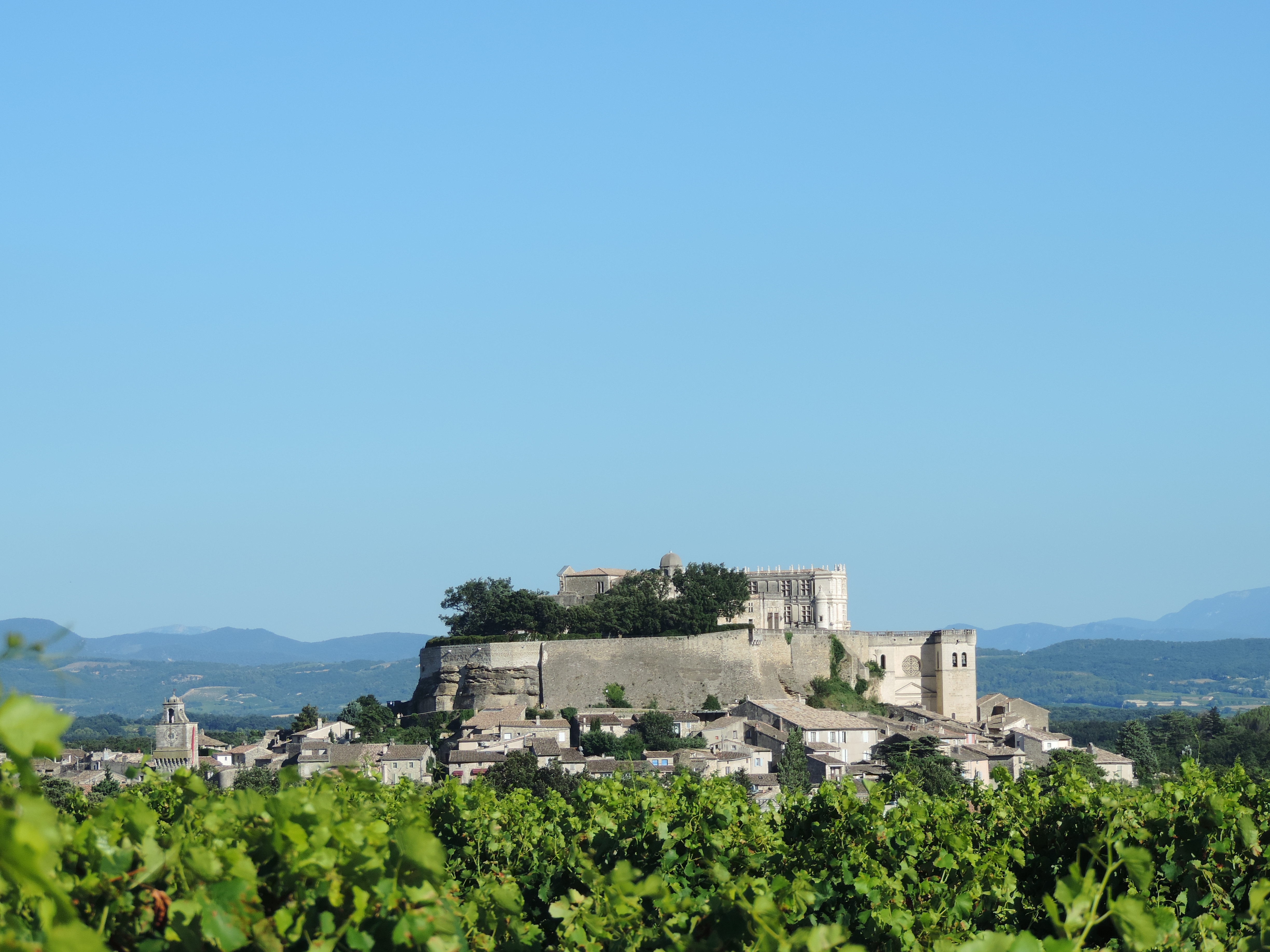
Blick auf Grignan

Eine tiefgreifende Wende in der Rolle Madame de Sévignés als Briefschreiberin bedeutete der Umstand, dass ihre Tochter, die 1669 den zweimal verwitweten Grafen François de Grignan heiratete und Anfang 1671 mit ihm in die Provence zog, in deren Hauptstadt, Aix-en-Provence, er das Amt des Gouverneurs übernahm. Hiernach begann Madame de Sévigné – neben ihren gelegentlichen Schreiben an sonstige Adressaten – zwei bis drei Briefe wöchentlich an ihre Tochter zu verfassen, mit Ausnahme natürlich der Zeiten, die sie als Besucherin in Aix oder auf Schloss Grignan verbrachte, von wo aus sie auch ihre enge Freundin, Catherine Charlotte de Gramont, die Fürstin von Monaco, besuchte, oder die sie umgekehrt mit der Tochter und deren Familie in Paris verlebte, wo sie 1677 ein Palais, das Hôtel Carnavalet, anmietete, um ein einladendes Ambiente bieten zu können.
Es ist das mit 764 Stück offenbar fast vollständig erhaltene Korpus dieser Briefe an die Tochter, das unser Bild von der Autorin hauptsächlich prägt, nämlich als Prototyp der liebenden Mutter und Großmutter. In diesen als ganz private Mitteilungen gedachten Texten versichert sie die Tochter immer wieder ihrer überbordenden Zuneigung und wirbt um Gegenliebe der ihrerseits eher Spröden. Scheinbar nebenher schildert sie in ihren Briefen effektvoll, lebendig und ungeschminkt, manchmal sogar drastisch ihre wechselnden Befindlichkeiten und Erlebnisse in Paris und anderswo, z. B. in Vitré, unterwegs auf Reisen und bei Kuraufenthalten, und die Reflexe der großen Politik oder auch den Klatsch aus dem gemeinsamen Bekanntenkreis und vom Königshof.
Im Laufe der Jahre entwickelte Madame de Sévigné so ihre Briefkunst zu einer literarischen Gattung sui generis, deren Stil sie im Sinne des Anscheins größtmöglicher Leichtigkeit, Natürlichkeit und Spontaneität kunstvoll variierte und, zumal beim Schreiben an andere Adressaten, gelegentlich auch reflektierte. Trotz des Aufwandes an Zeit und Überlegung, die sie in die Briefe investierte, dachte sie offenbar nie daran, eine von ihr besorgte oder auch nur lizenzierte Sammlung drucken zu lassen. Dies zeigt sich auch daran, dass sie keine Kopien anfertigte oder anfertigen ließ.

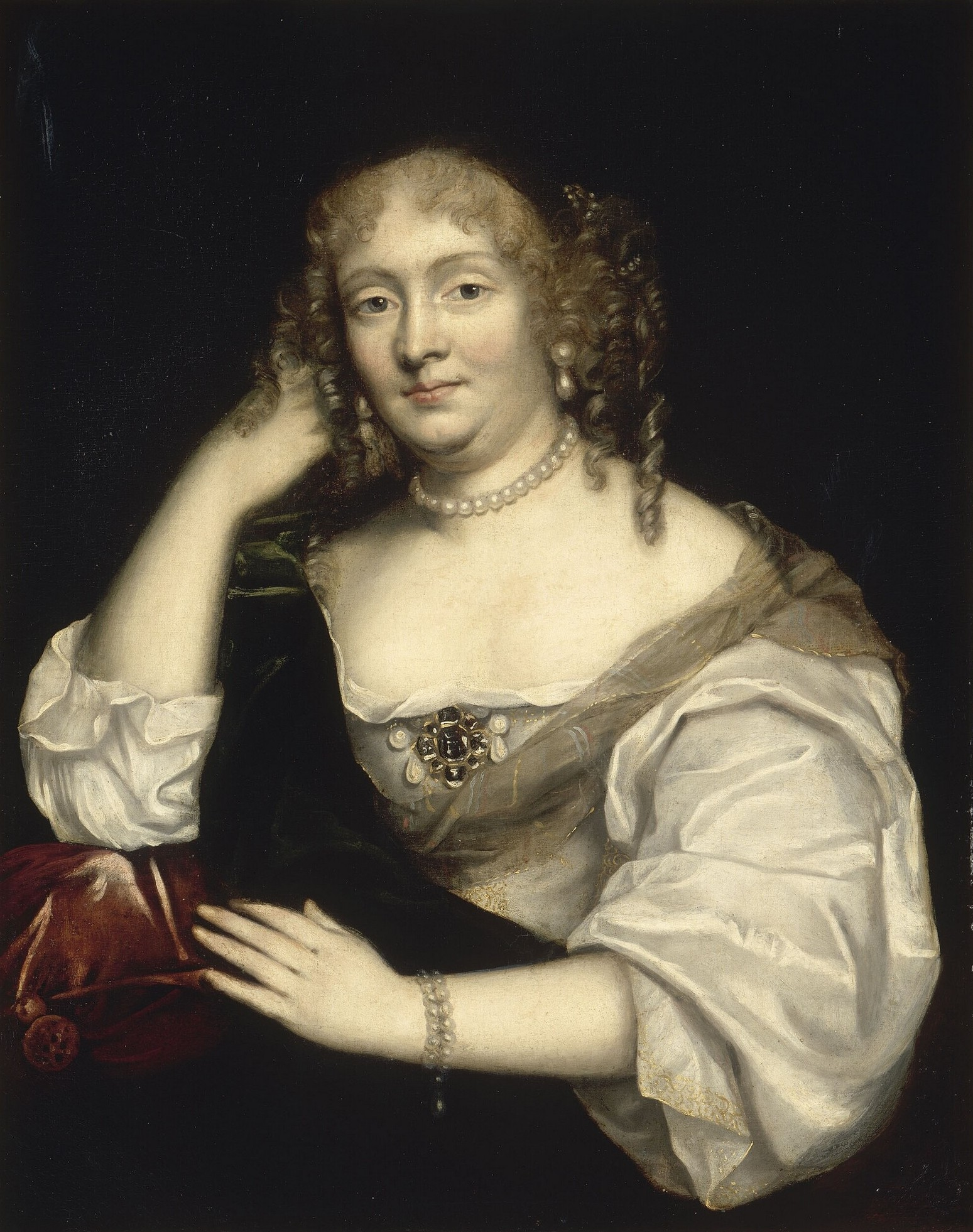
Madame de Sévigné, Anonymus um 1670 (?), Schloss Versailles
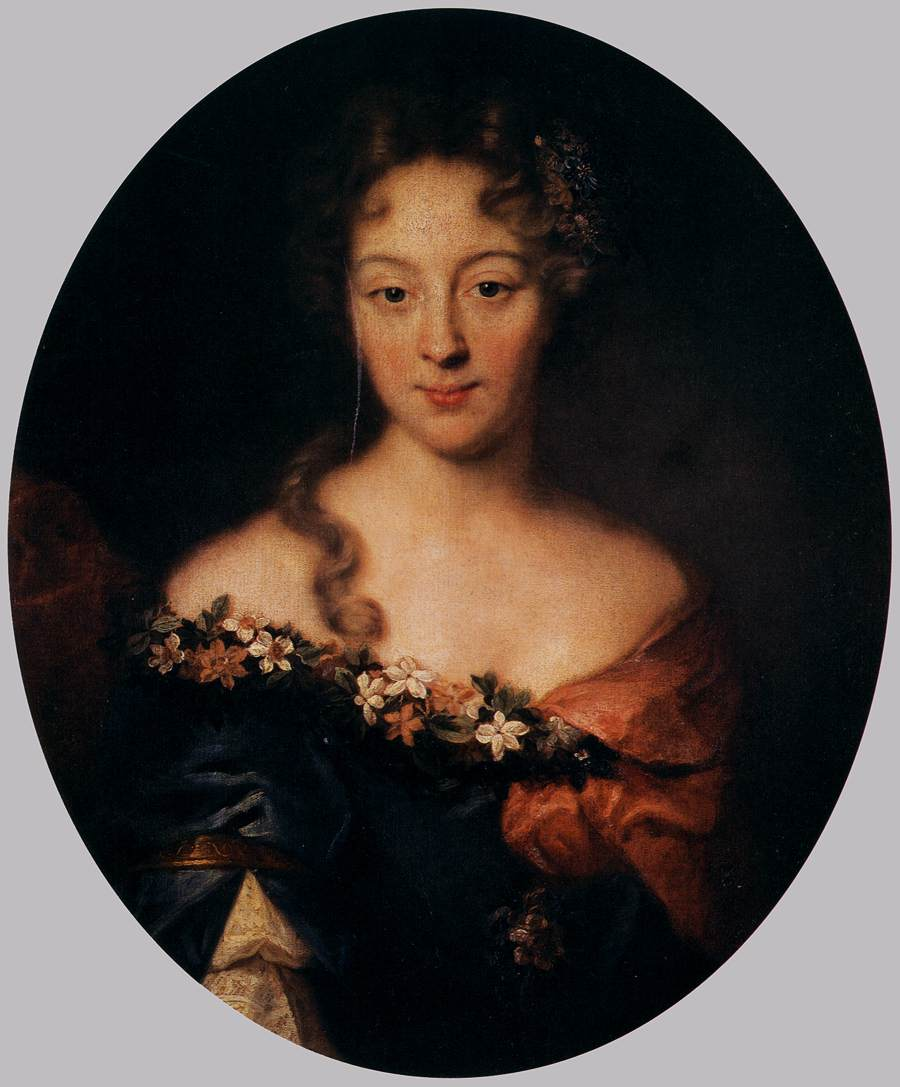
Comtesse Françoise-Marguerite de Grignan, Tochter der Marquise de Sévigné, von Pierre Mignard
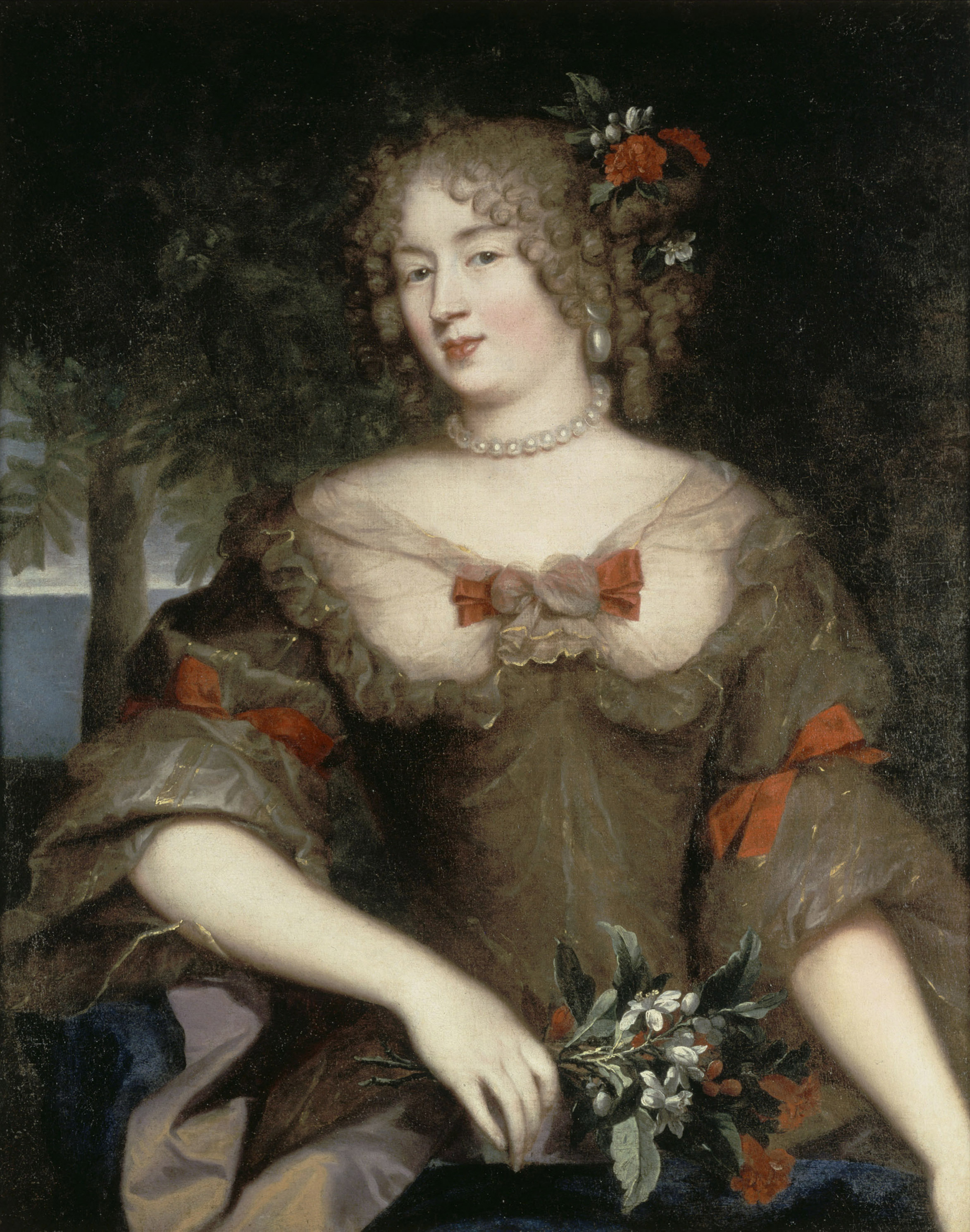
Comtesse Françoise-Marguerite de Grignan, Tochter der Marquise de Sévigné, von Pierre Mignard
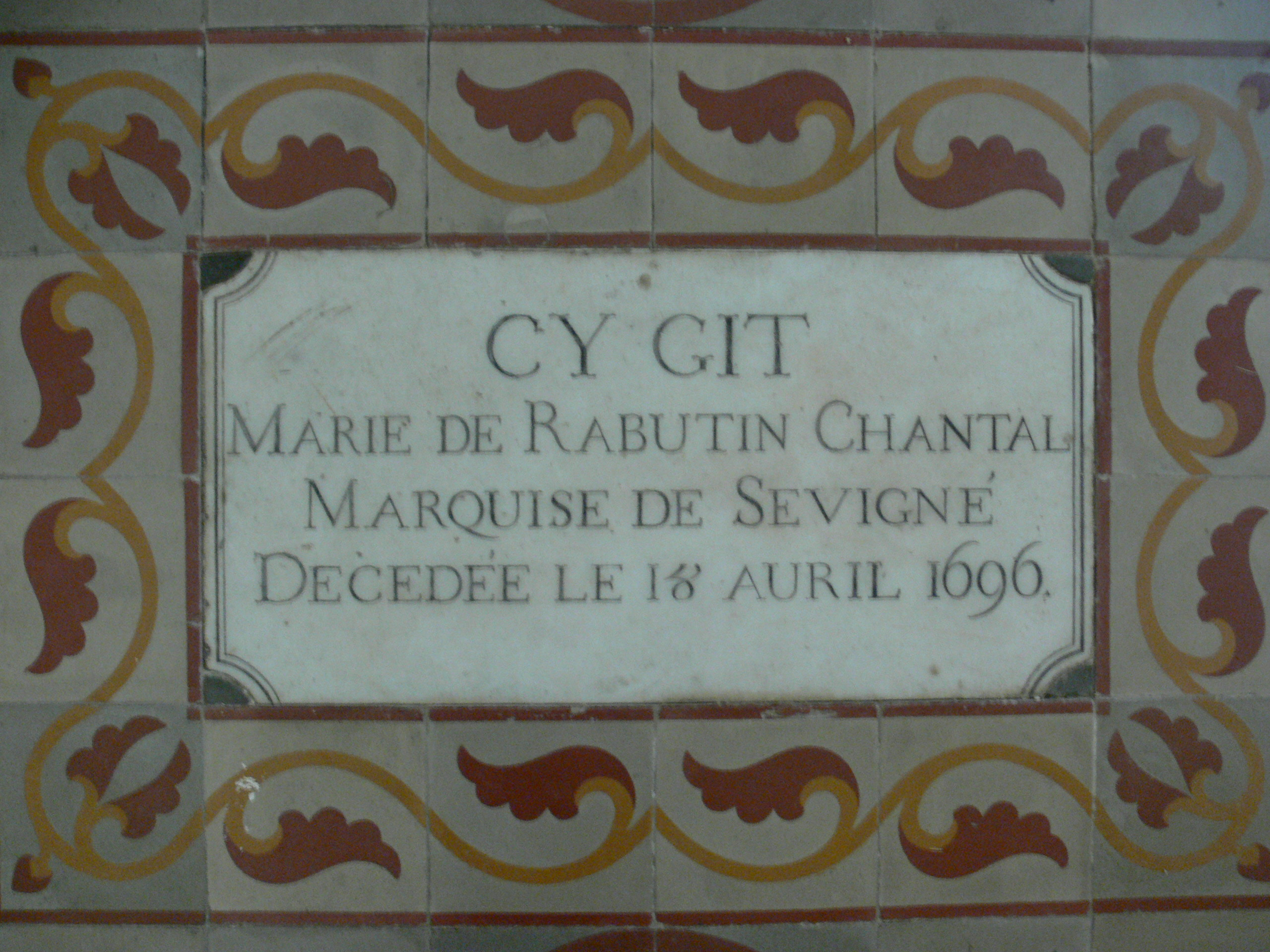
Grabplatte der Marquise de Sévigné in der Pfarrkirche St. Sauveur in Grignan

## Nachwirkung

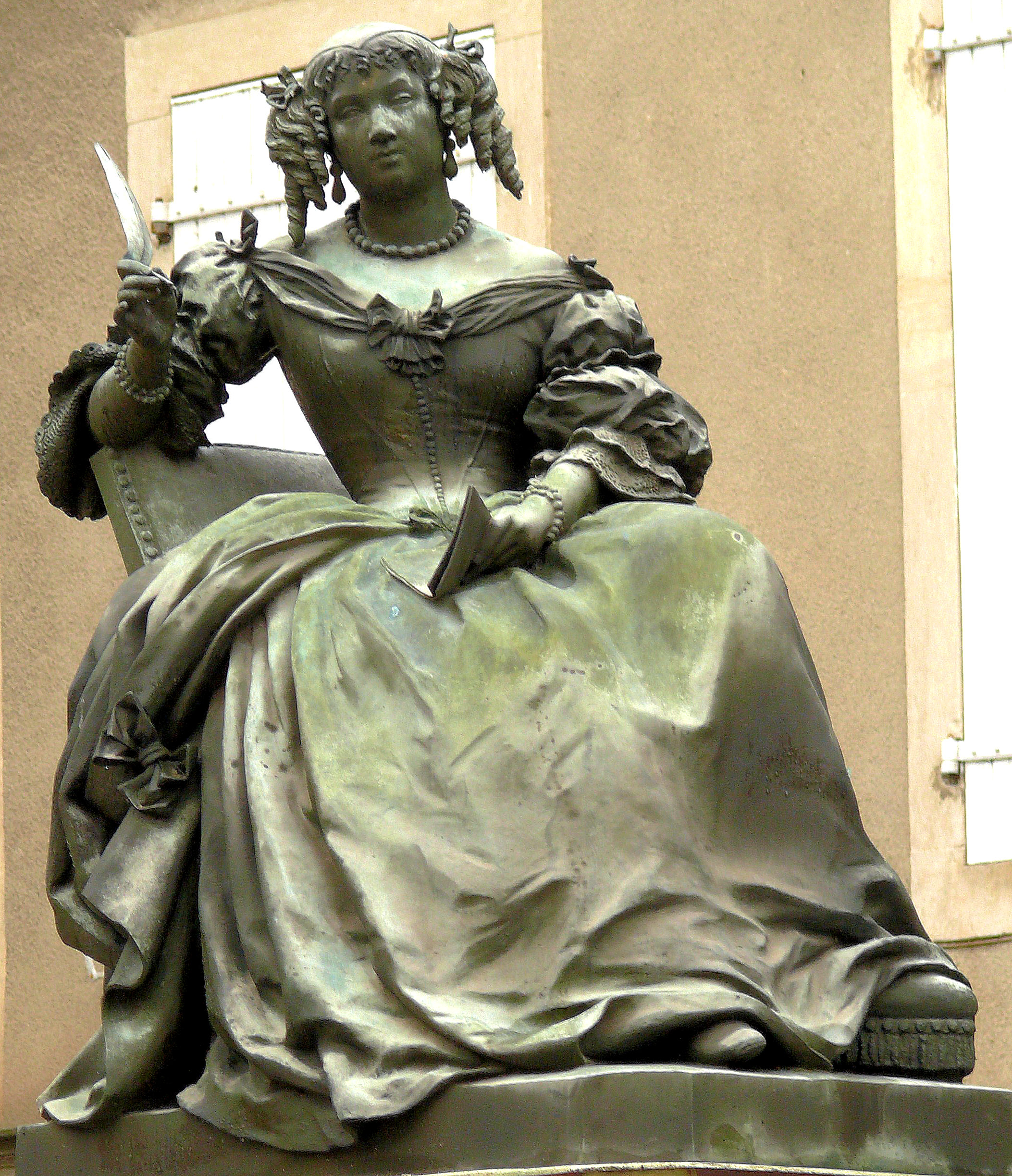
Statue der Marquise de Sévigné in Grignan

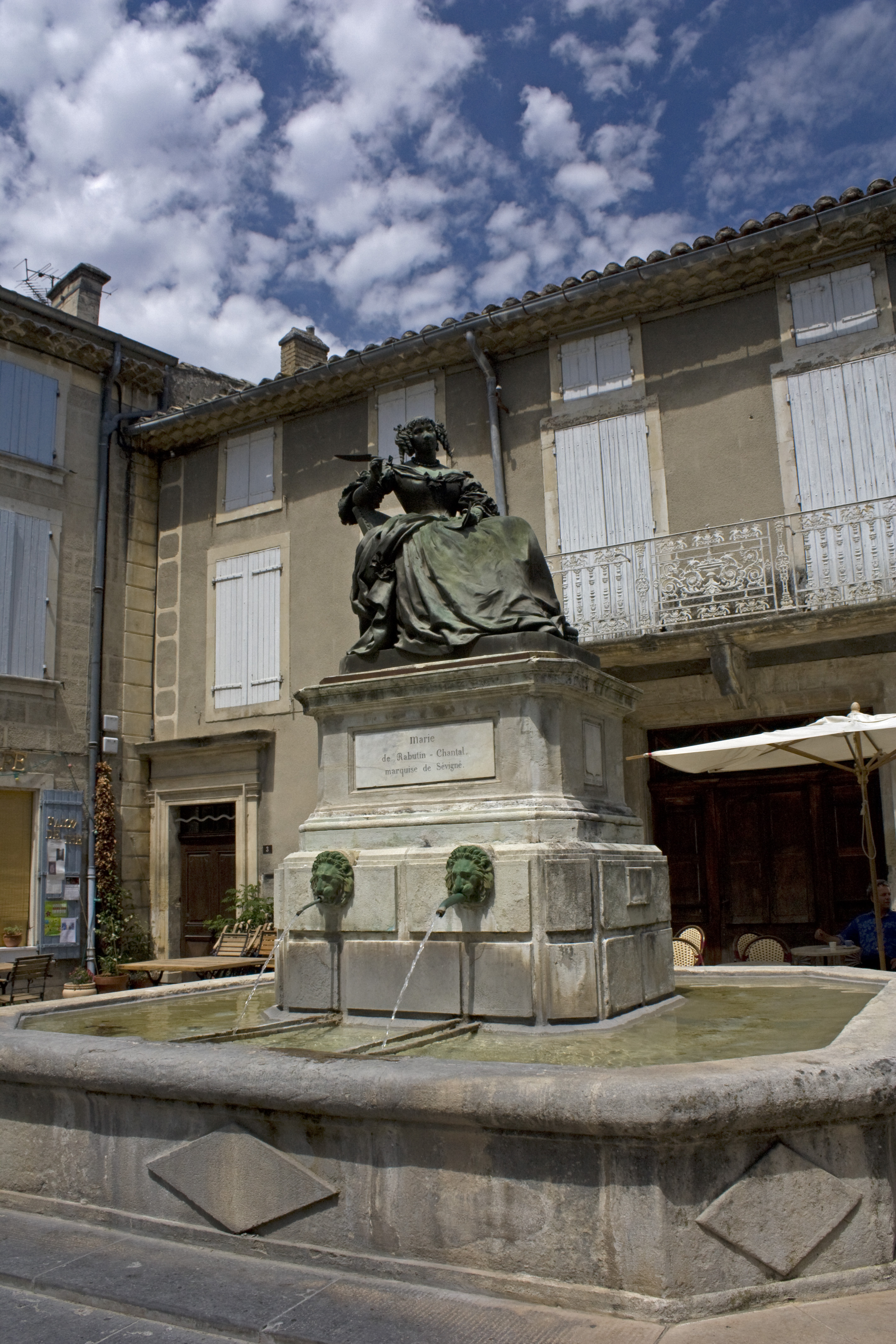
Brunnen mit Statue der Marquise de Sévigné in Grignan

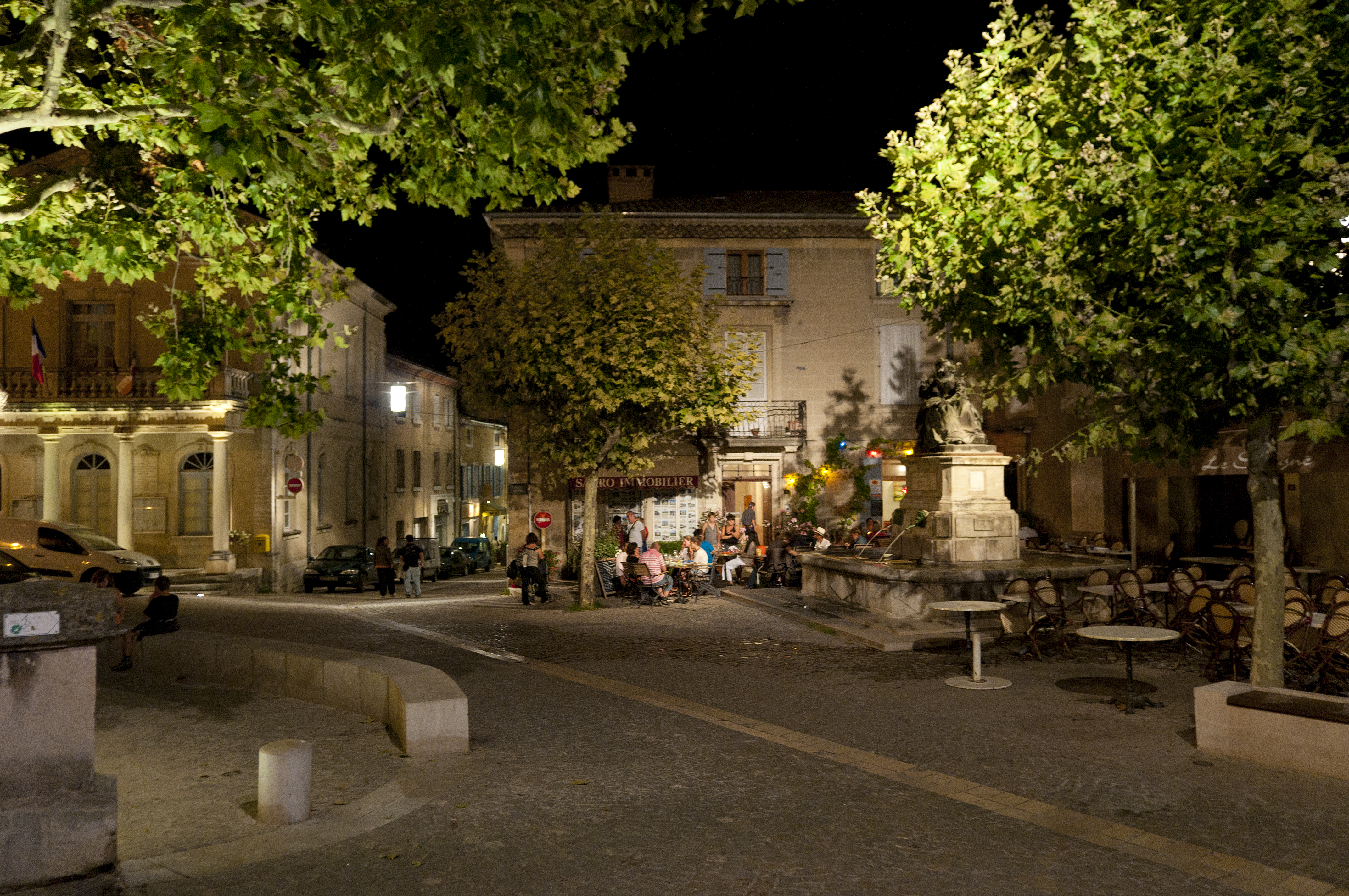
Sommerabend in Grignan (2011) vor dem Brunnen mit der Statue der Marquise de Sévigné

Der erste Abdruck von Briefen von ihr erfolgte denn auch erst nach ihrem Tod, und zwar im Rahmen von zwei ebenfalls postum publizierten Werken ihres Cousins Bussy-Rabutin, nämlich seinen Memoiren (1696) sowie seiner Korrespondenz mit ihr (1697). Hierbei hielten die Herausgeber, ein Sohn und eine Tochter Bussys, es für angebracht, die insgesamt 115 Briefe Mme de Sévignés zu kürzen und im Sinne eines konventionelleren, literarischer wirkenden Stils zu bearbeiten.
Dieselbe Kürzung, Glättung und Dämpfung meinten auch die Herausgeber der ersten Einzelausgaben vornehmen zu müssen, die übrigens auf der Basis von Abschriften erschienen. Diese Ausgaben waren 1725 ein nicht sehr umfangreiches Bändchen historisch interessanter Briefe bzw. Briefextrakte und 1726 ein zweibändiger Raubdruck mit 137 Briefen an die Tochter. Diese waren von einer Enkelin, Pauline de Simiane, aus dem Nachlass ihrer Mutter ausgewählt und zwecks Publikation an Bussy junior geschickt worden, waren jedoch in fremde Hände gefallen, als jener plötzlich vorher starb.
1734 gab deshalb dieselbe Enkelin eine quasi offizielle Publikation aller ihr vorliegenden Briefe ihrer Großmutter in Auftrag. Hierbei stimmte sie mit dem Herausgeber, Denis-Marius Perrin, darin überein, dass allzu privat erscheinende Passagen getilgt werden sollten (womit ungefähr ein Drittel der Textmenge fortfiel) und dass die Briefe insgesamt moralisch zu reinigen und stilistisch zu glätten seien. Die Originale sowie die bis dahin noch vorhandenen Antwortbriefe ihrer Mutter vernichtete sie. Die sechsbändige Sammlung, deren letzte beiden Bände 1737 kurz nach ihrem Tod erschienen, umfasste 614 Briefe. 1754 brachte Perrin eine vermehrte Neuauflage mit 722 Briefen heraus.
Spätere Editionen wurden, wie schon die von 1754, dadurch bereichert, dass man, nachdem Mme de Sévigné berühmt geworden war, systematisch in adeligen Nachlässen und Familienarchiven recherchierte. Hierbei fand man nicht nur an die 250 bis dahin unbekannte Briefe (darunter die o. g. Serie von Ende 1664), sondern man stieß immer wieder auch auf Abschriften bekannter und schon gedruckter Briefe, die den Originaltexten offenkundig näher waren als die Druckversionen. Insgesamt beläuft sich die Zahl der erhaltenen Briefe auf rd. 1120, wovon nur ca. 5 % als Autographen vorliegen. Der allergrößte Teil der an andere Adressaten als die Tochter gerichteten Briefe muss als verloren gelten, darunter die ca. 600, von deren einstigem Vorhandensein man indirekt weiß.
Insgesamt sind von 1725 bis heute mehrere hundert Ausgaben Sévignéscher Briefe erschienen. Dies sind zum einen die Gesamtausgaben von 1862–1867 und 1972–1978, vor allem aber Auswahl-Editionen, die nach den unterschiedlichsten Kriterien zusammengestellt wurden und Texte bieten, die häufig in dieser oder jener Hinsicht bearbeitet, d. h. für ein bestimmtes Publikum, z. B. Schüler, junge Frauen u. Ä., aufbereitet sind.
Für historisch interessierte Leser sind die Briefe eine unschätzbare Informationsquelle über Personen aus dem Umfeld der Autorin sowie über den Alltag und die Vorstellungswelt des französischen Hochadels unter Ludwig XIV.
Eine neuere Auswahl in deutscher Übersetzung kam 1996 als Insel-Taschenbuch heraus (ISBN 3-458-32095-4).

## Ausgabe
Madame de Sévigné, Correspondance. Nouvelle édition […] par R. Duchêne (Paris 1972–1978)

## Rezeption
1979 entstand der Fernsehfilm Claude Jade lit Madame de Sévigné, mit der Schauspielerin Claude Jade im Château Grignan für France 3.